# André-Marie Zeller
André-Marie Zeller, francoski general, * 1. januar 1898, Besancon, Francija, † 18. september 1979, Pariz, Francija.